# Kalhíphona
El kalhíphona, kalinago o igneri (Iñeri, Inyeri, etc.) era una llengua arawak parlada històricament pels kalinago de les Petites Antilles al Carib. El kalinago pròpiament dit es va extingir a causa de l'activitat genocida colonial cap al 1920, però una branca sobreviu com a garifuna, principalment a Amèrica Central.
Malgrat el seu nom, el kalinago no estava estretament relacionat amb la llengua kali'na dels caribs continentals. En el seu lloc, sembla que va ser un desenvolupament de la llengua arawak parlada pels primers habitants d'igneri, que els caribs entrants van adoptar a l'era precolombina. Durant el període colonial francès, els caribs també parlaven entre ells un pidgin derivat del carib.

## Història
En el moment del contacte europeu, els kalinago vivien a les Illes de Sobrevent de les Antilles Menors, des de Guadalupe a Grenada. Les tradicions contemporànies van indicar que els caribs (o kaliphuna) havien conquerit aquestes illes dels seus habitants anteriors, els igneri. Com que es creia que els kalinago havien descendit dels caribs continentals (Kalina) de Sud-amèrica, va passar molt de temps que parlaven el carib o una llengua relacionada amb les llengües carib. Tanmateix, els estudis del segle xx van determinar que la llengua dels caribs antillans no era el carib, sinó l'arawak, relacionat amb el lokono i més lluny amb la llengua taïno de les Grans Antilles.
Els estudiosos moderns han proposat diverses hipòtesis comptables per a la prevalença d’una llengua arawak entre el kalinago. Estudiosos com Irving Rouse van suggerir que els caribs d'Amèrica del Sud van conquerir els igneri però no els van desplaçar i van adoptar la seva llengua amb el pas del temps. Altres dubten que hi hagués una invasió. Badillo va proposar que els igneri que vivien a les Antilles Menors adoptaren la identitat "Carib" a causa dels seus estrets llaços econòmics i polítics amb l'augment de la política continental dels Carib al segle XVI. En qualsevol cas, el fet que el llenguatge kalinago derivés evidentment d'una varietat arawak preexistent ha portat alguns lingüistes a anomenar-la "Igneri". Sembla que era tan diferent del taïno com de les varietats arawak continentals.
Durant el període de la colonització francesa d'Amèrica al segle xvii, i possiblement abans, els homes kalinago van utilitzar un pidgin basat en els carib a més de la llengua kalinago arawakana. El pidgin era evidentment similar al que feien servir els caribs continentals per comunicar-se amb els seus veïns arawak. Berend J. Hoff i Douglas Taylor van fer la hipòtesi que es datava en el moment de l'expansió dels caribs a través de les illes, i que es mantenien els homes per ressaltar els seus orígens. No obstant això, els estudiosos que dubten de l'existència d'una invasió dels caribs suggereixen que aquest pidgin va ser un desenvolupament posterior adquirit pel contacte amb els pobles indígenes del continent.

## Fonologia

### Vocals
|         | Anterior | Anterior | Central | Central | Posterior | Posterior |
| plana   | nasal    | plain    | nasal   | plain   | nasal     |           |
| ------- | -------- | -------- | ------- | ------- | --------- | --------- |
| Tancada | i        | ĩ        | ɨ       | ɨ̃       | u         | ũ         |
| Mitjana | e        | ẽ        |         |         | o         | õ         |
| Oberta  |          |          | a       | ã       |           |           |

### Consonants
El kalhíphona té 15 consonants.
|            | Labial | Alveolar | Alveolar | Palatal | Velar | Glotal |
| plana      | Labial | asp.     |          | Palatal | Velar | Glotal |
| ---------- | ------ | -------- | -------- | ------- | ----- | ------ |
| Oclusiva   | p      | t        |          |         | k     |        |
| Fricativa  | ɸ      | (s)      |          | ɕ       | x     | h      |
| Nasal      | m      | n        | nʰ       | ɲ       |       |        |
| Aproximant | w      | l        |          | j       |       |        |
| Bategant   |        | ɾ        |          |         |       |        |

- Un cert nombre de parlants també pronuncien /ɕ/ com alveolar [s].[4]